# 梁少芯
梁少芯（？—），香港粵劇演員（正印花旦），祖籍廣西合浦，人稱「芯姐」，兄長梁漢威及丈夫文千歲均為粵劇名伶。

## 演藝經歷
梁少芯的父親梁君顯是粵劇舞台佈景設計師，梁少芯年少時就與兄長梁漢威、姐姐梁少英及梁少棠等自組了一個名為「初之人」的小戲班，後眾人各自落班:186，其中梁漢威在粵劇界的成就最高，梁少芯為次。
梁少芯的粵劇啟蒙老師為任大勳、 許君漢及祁彩芬，亦曾師從鄧肖蘭芳、甄俊雄、譚珊珊，亦曾隨京劇「新四小名旦」之一的陳永玲學習京劇身段。
首次參與大型戲班演出是在東樂戲院參與林家聲、陳好逑主演的劇目《雷鳴金鼓戰笳聲》。:186
19歲時（1960年代後期）以二幫花旦身份獲邀赴美國演出，當時甚多戲班到美國巡迴演出，梁少芯留在美國落班多年。返回香港後，於1976年又曾與梁漢威、阮兆輝、高麗組班赴越南演出。1980年代一面經營時裝生意，一面參與粵劇演出。:188-189
梁少芯與同為粵劇演員的文千歲結婚，曾合組「千歲粵劇團」。2001年二人創立「千歲粵劇研究院」，致力培訓後輩。2000年代中期二人篤信基督教，2008年文千歲創作福音粵曲《救世主耶穌》，由夫婦二人合唱；2010年二人又創作並演出了劇目《挪亞方舟》，創福音粵劇之先河。2011年僑居美國洛杉磯，並到世界各地傳道。
梁少芯的外甥女鄧美玲（梁少棠之女）亦為粵劇花旦。

## 個人生活
據梁少芯自述，她曾於1969年結婚，而一些2020年的專訪則提及她當時與文千歲已成婚40年或近50年（即1970年代至1980年）。由於結婚前，文千歲曾有另一段婚姻，當時曾有梁少芯是第三者的傳言，她們婚後遭受非議多年。
據梁少芯自述，1969年婚後不久她曾誕下一子，但6天後即夭折，自此受失眠困擾，於2006年接觸基督教後解決了失眠問題，同年與文千歲一起受洗。

## 演出劇目
- 《玉女懷胎十八年》（首次擔任正印花旦）[6]
- 《唐明皇與楊貴妃》[1]
- 《紅拂女》[1]
- 《孟麗君》[1]
- 《王寶釧》[1]
- 《六月雪》[1]
- 《雙仙拜月亭》[1]
- 《隋宮十載菱花夢》[1]
- 《唐宮恨史》[1]
- 《風流天子》（加入新馬師曾戲班期間）[6]
- 《胡不歸》（加入新馬師曾戲班期間）[6]
- 《蘇東坡夢會朝雲》[6]
- 《范蠡與西施》[6]
- 《獅吼記》[6]
- 《挪亞方舟》

## 備註
1. ↑  籍貫按兄長梁漢威資料。
2. ↑  梁少芯曾在訪問中提及「我哋互相嘅仔女」（我們互相的子女）[5]，或1969年她也有另一段婚姻，各與前度育有子女，存疑。